# Mongoloraphidia medvedevi
Mongoloraphidia medvedevi är en halssländeart som beskrevs av U. Aspöck och H. Aspöck 1990. Mongoloraphidia medvedevi ingår i släktet Mongoloraphidia och familjen ormhalssländor. Inga underarter finns listade i Catalogue of Life.